# Noémi Pupp
Noémi Pupp (Paks, 28 de julho de 1998) é uma canoísta húngara.

## Carreira
Noémi Pupp é uma atleta militar e atua como líder de pelotão no Esquadrão Esportivo das Forças de Defesa Húngaras. No Mundial de 2022, ela ficou em sexto lugar no K-4 500 metros (Dóra Alida Gazsó, Sára Fojt, Emese Kőhalmi). No Europeu de 2024, também conquistou a medalha de ouro em K4 500 metros (Tamara Csipes, Pupp, Gazsó) e K-2 1000 metros (Fojt).
Nos Jogos Olímpicos de Verão de 2024, em Paris, conquistou a medalha de bronze na competição do K-2 500 m feminino, ao lado de Sára Fojt, com o tempo de 1:39.46, e na disputa do K-4 500 m feminino, com Fojt, Tamara Csipes e Alida Dóra Gazsó, no tempo de 1:32.93.